# Santo Domingo (Nicarágua)
Santo Domingo é um município da Nicarágua, situado no departamento de Chontales. Tem 682 km² de área e sua população em 2020 foi estimada em 14.325 habitantes.